# Katalena (baladna pripovedka)

Katalena je baladna pripovedka za odrasle, ki jo je napisala Svetlana Makarovič v zbirki Aleph. Izšla je leta 2009 pri Centru za slovensko književnost, ilustrirala jo je Kaja Kosmač.

## Vsebina
Glavni književni osebi sta  Katalena in Črni Vogrin. Sprva se Katalena boji Vogrina, vendar nato oddide z njim v njegov grad. Čez nekaj časa začne Katalena jokati, da pogreša svoj dom. Ker s tem ne preneha, Črni Vogrin odseka glave vsem članom Katalenine družine. Tudi njej bi, če ne bi prenehala jokati. Tisti trenutek, ko se je Katalena nasmehnila, pa je postopoma okamenela.
(Črnega Vogrina in njegovega gradu ni več, v mestnem muzeju pa še zdaj (leta 2010), v stekleni omari, stoji lepotica z nasmehom. Pod njo pa napis Katalena.)

## Literarni liki
Glavni književni osebi sta Katalena in Črni Vogrin.
Stranske književne osebe so člani Katalenine družine: mati, oče in brat.

## Analiza
Književno besedilo govori o človekovem značaju, hrepenenju in zahtevah, ki povzročajo bolečino ter na dan prikličejo človekovo mračno plat. Katalenino usodo tako Svetlana Makarovič interpretira na nov, sodoben način. Tema pripovedne balade je dekle, ki zapusti svoja domače, da se poroči z razbojnikom in morilcem (Črnim Vogrinom). 
Čas dogajanja je nekaj večernih dni. Dogajalni prostor pa se tekom dogajanja spremeni. Najprej je ob potoku, nato pa  v črni hosti v Vogrinovem gradu.

## Zanimivosti
Svetlana Makarovič se je leta 2010 povezala z glasbeno skupino Katalena, ki jo je spremljala ob predstavitvi baladne pripovedke.